# The Young Mr. Pitt
The Young Mr. Pitt is een Britse dramafilm uit 1942 onder regie van Carol Reed.

## Verhaal
William Pitt de Jongere wordt op 24-jarige leeftijd premier van Groot-Brittannië. Hij wil zijn natie weer op de kaart zetten in een wereld die oorlog voert tegen Napoleon.

## Rolverdeling
| Acteur               | Personage             |
| -------------------- | --------------------- |
| Robert Donat         | William Pitt          |
| Robert Morley        | Charles James Fox     |
| Phyllis Calvert      | Eleanor Eden          |
| John Mills           | William Wilberforce   |
| Geoffrey Atkins      | William Pitt als kind |
| Jean Cadell          | Mevrouw Sparry        |
| Raymond Lovell       | Koning George III     |
| Agnes Lauchlan       | Koningin Charlotte    |
| Felix Aylmer         | Frederick North       |
| Ian McLean           | Dundas                |
| Max Adrian           | Richard Sheridan      |
| A. Bromley Davenport | Evan Nepean           |
| John Salew           | Smith                 |
| Herbert Lom          | Napoleon              |
| Albert Lieven        | Talleyrand            |